# Mellrichstadt
Mellrichstadt is een plaats in de Duitse deelstaat Beieren, gelegen in het Landkreis Rhön-Grabfeld. Mellrichstadt heeft een oppervlakte van 55,99 km² en telt 5.504 inwoners.

## Indeling van de gemeente
De gemeente Mellrichstadt bestaat uit 9 gemeentedelen:
- de hoofdplaats, het stadje Mellrichstadt
- de vier parochiedorpen (Pfarrdörfer) Eußenhausen, Frickenhausen, Mühlfeld en Sondheim;
- de twee kerkdorpen (Kirchdörfer)  Bahra en Roßrieth;
- het gehucht Reuthof;
- de Einöde[4] Hainhof.

### Enkele nadere gegevens over de gemeentedelen van Mellrichstadt
- Eußenhausen (371)[5]; 3 km N[6]; schilderachtig dorp, met veel oude vakwerkhuizen; 2½ km verder noordwaarts ligt de voormalige Duits-Duitse grens, met grensmuseum en sculpturenpark, zie onder: Bezienswaardigheden
- Frickenhausen (403); 7 km ZW
- Mühlfeld (320); 4 km NO; hier staat het kasteel Wolzogen; EL
- Sondheim (269); 8 km O; EL
- Bahra (140); 8 km Z; tussen Mellrichstadt en Bahra ligt Oberstreu; EL
- Roßrieth (46); 4 km O; EL

In de met EL gemerkte dorpen zijn de dorpskerken evangelisch-luthers.

### Verwaltungsgemeinschaft Mellrichstadt
In de Landkreis Rhön-Grabfeld hebben de volgende vijf gemeenten zich aaneengesloten in een samenwerkingsverband, zoals dat alleen in Beieren bestaat, de Verwaltungsgemeinschaft Mellrichstadt; zie ook de afwijkende inkleuring op het kaartje in het kader (roze): 
- Bastheim, 41,74 km²
- Hendungen, 22,85 km²
- Mellrichstadt, 55,99 km²
- Oberstreu, 22,62 km²
- Stockheim, 19,65 km².

Deze Verwaltungsgemeinschaft zetelt in het stadhuis van Mellrichstadt. Zij is volgens Beiers staatsrecht een aparte rechtspersoon, die een aantal taken van de deelnemende gemeenten overneemt. Dit zijn doorgaans de bevolkingsadministratie, het zogenaamde Meldewesen, dat diverse in Duitsland verplichte meldingen, waaronder adreswijzigingen, verwerkt, uitgifte van paspoorten e.d., en verder de afdeling gevonden voorwerpen, zaken betreffende visserij, vestiging van ondernemingen, sociale uitkeringen e.d.

## Geografie

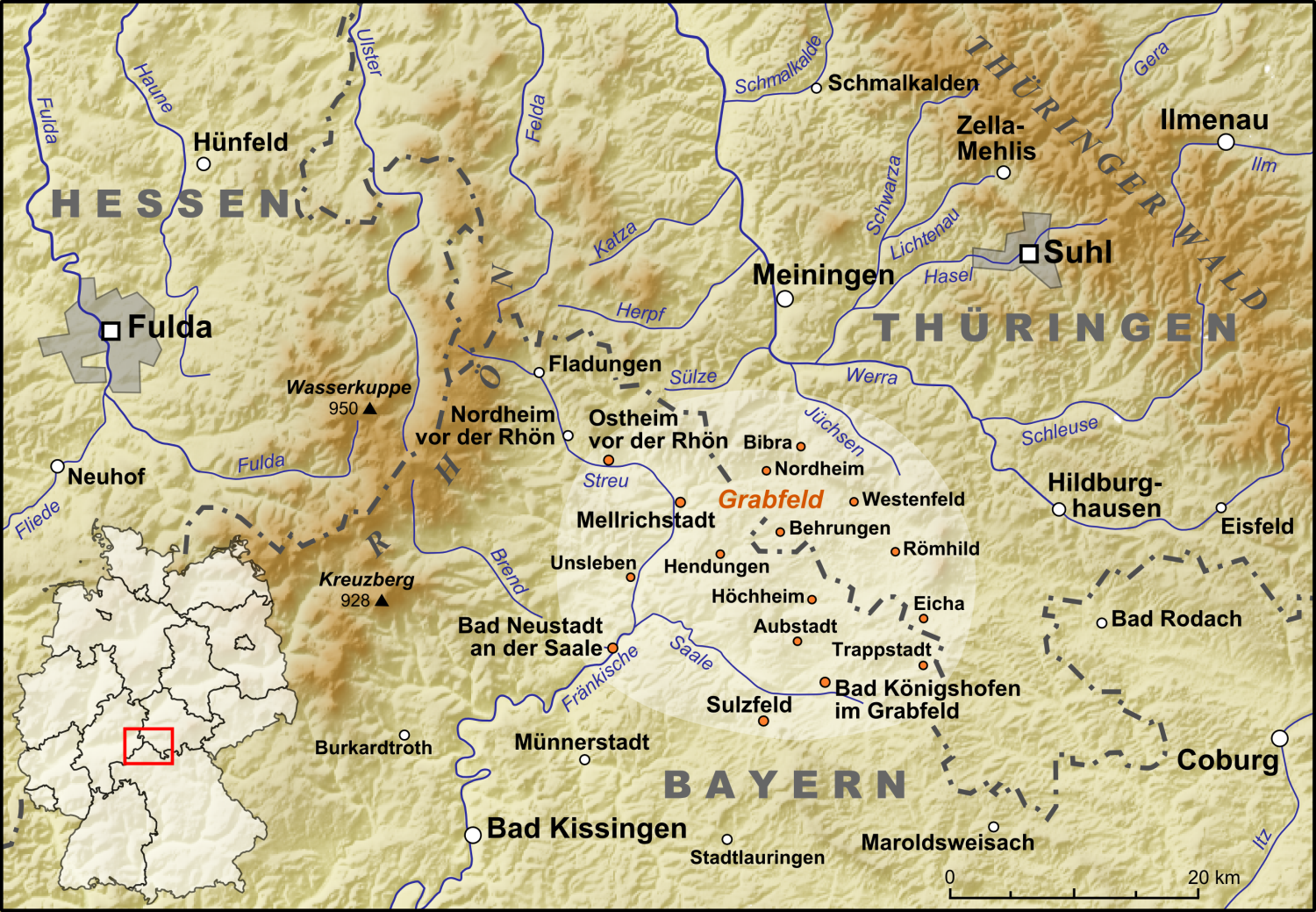
Kaart van de streek Grabfeld
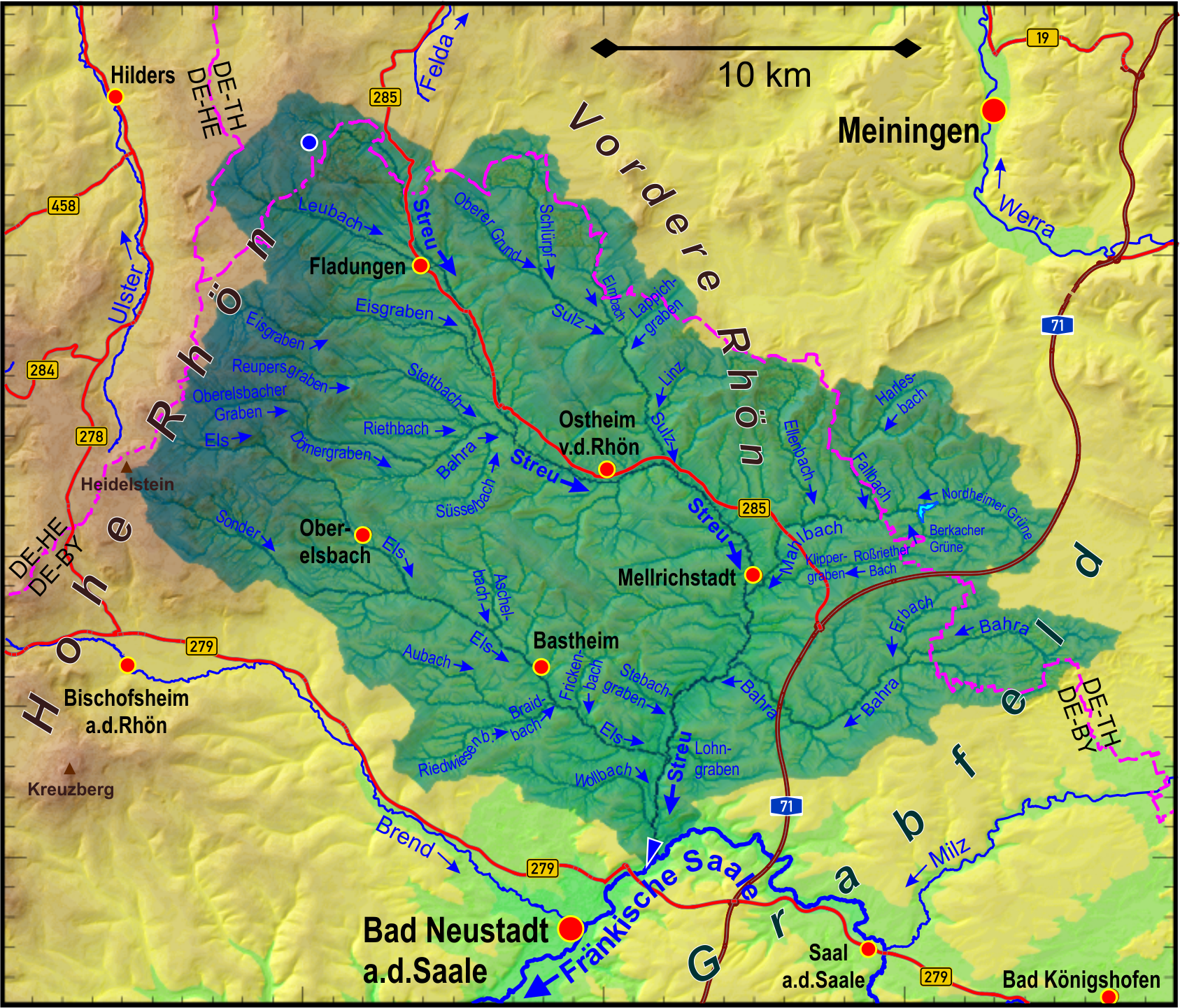
Stroomgebied van de Streu

Mellrichstadt ligt in een door middelgebergten omgeven streek met de naam Grabfeld. Deze ligt ten oosten van de Rhön en ten zuidwesten van het Thüringerwoud. De bodems bestaan geologisch uit Muschelkalk- en Keuper-afzettingen, soms met löss daarbovenop.  De bodemgesteldheid en het klimaat maken deze streek geschikter voor akkerbouw dan de omliggende gebieden.
Mellrichstadt ligt aan een riviertje met de naam Streu. Dat is een 42 kilometer lange, rechter zijrivier van de Fränkische Saale. De Streu is niet bevaarbaar. Er komen enkele beschermde soorten vissen in voor.

## Verkeer en vervoer

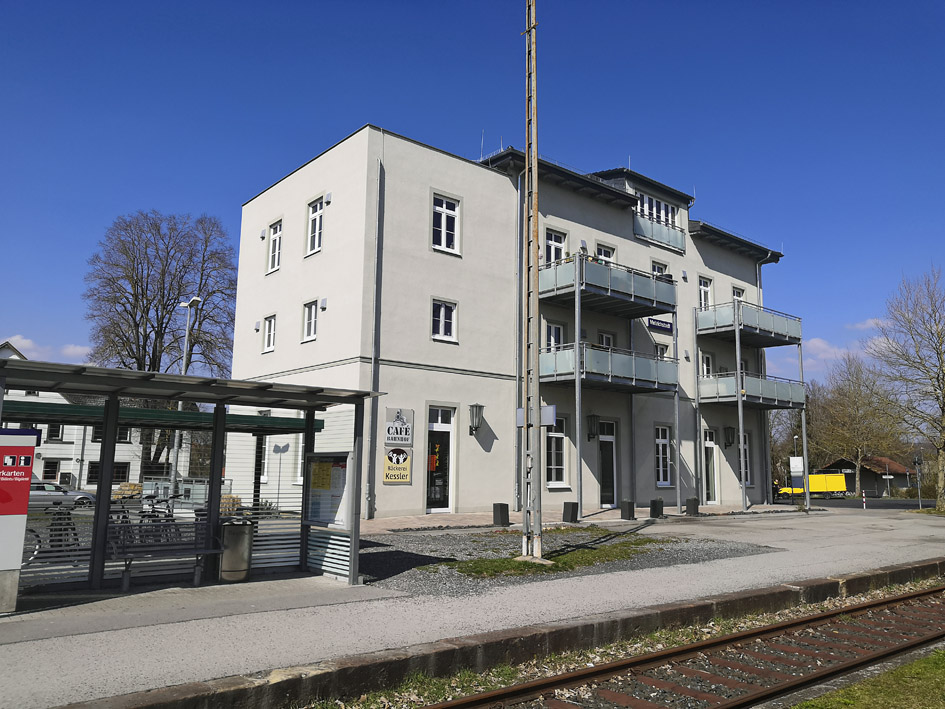
Station
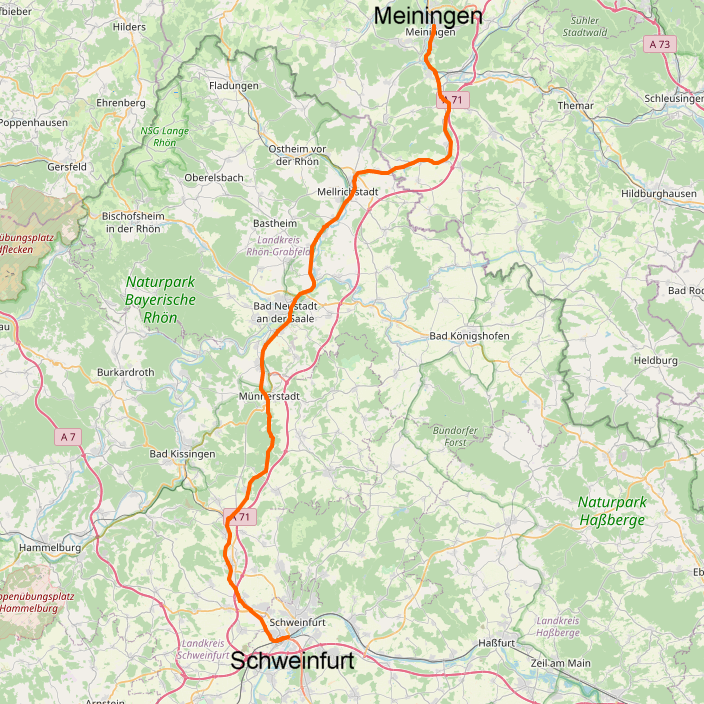
Trajectkaart spoorlijn Schweinfurt-Meiningen
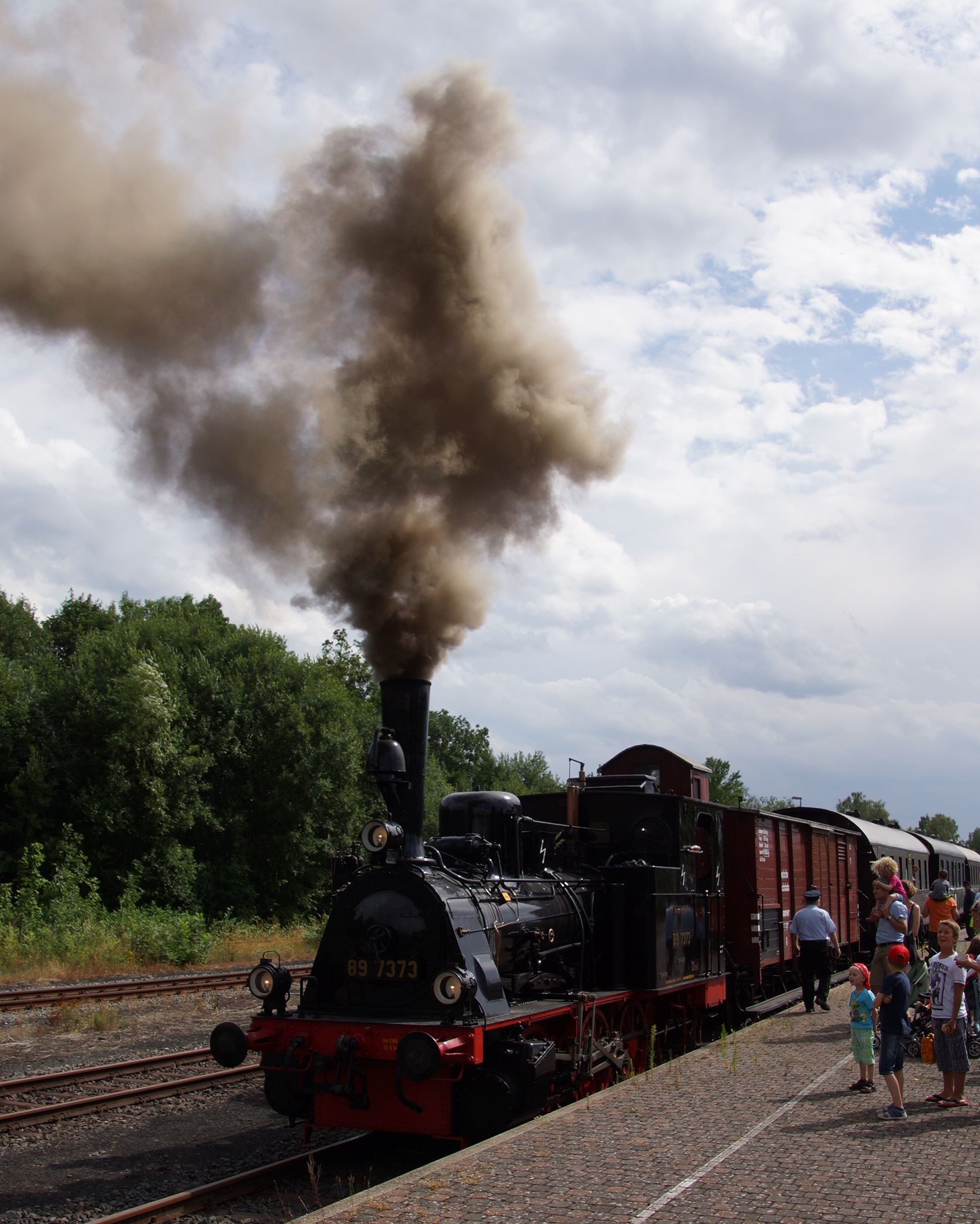
Stoomtrein met loc 89 7373 (Rhönzügle; 2014) op de Streutalbahn

De belangrijkste hoofdverkeersweg is de Autobahn A 71. Op afrit 24 van deze Autobahn splitst hier de B 285 af, op 4 km ten oosten van Mellrichstadt. Ten westen van Roßrieth ligt aan de A 71 een grote Serways-Raststätte, mede bedoeld voor pauzerende vrachtwagenchauffeurs.
De provinciale weg van Mellrichstadt noordwaarts  naar Henneberg (Thüringen) en Meiningen was tot 2007 een deel van de Bundesstraße 19.
In de plaats ligt spoorwegstation Mellrichstadt, officiële naam: Mellrichstadt Bahnhof. Het ligt aan de in 1874  geopende spoorlijn Schweinfurt-Meiningen, 52 km ten noorden van Schweinfurt en 26 km ten zuidwesten van Meiningen in de deelstaat Thüringen.
Van 1892 tot 1987 was Mellrichstadt begin- en eindpunt van een 18 km lang lokaalspoorlijntje naar Fladungen, de Streutalbahn. Het is sindsdien een museumspoorlijn, waar in het toeristenseizoen ritten met historische stoomtreinen worden verreden.
Het, voornamelijk uit belbuslijnen bestaande, openbaar vervoer per bus is in de gemeente Mellrichstadt van weinig betekenis.

## Economie
In het stadje is, vooral op het industrieterrein ten zuiden van het centrum, enige metaalindustrie gevestigd, waaronder een fabriek van kogellagers en kleine auto-onderdelen.
Sinds 1948 is hier de fabriek van sport- en jachtwapens Weihrauch & Weihrauch gevestigd.  Verder zetelt hier lokaal midden- en kleinbedrijf.
De deelstaat Beieren koos in 1955 Mellrichstadt uit om er een Beschussamt te vestigen. Dat is een overheidsinstantie, die wapens en munitie op deugdelijkheid controleert, en waarvan de goedkeuring voor de productie hiervan vereist is. In geheel Duitsland zijn er slechts vijf van deze Beschussämter.

## Geschiedenis

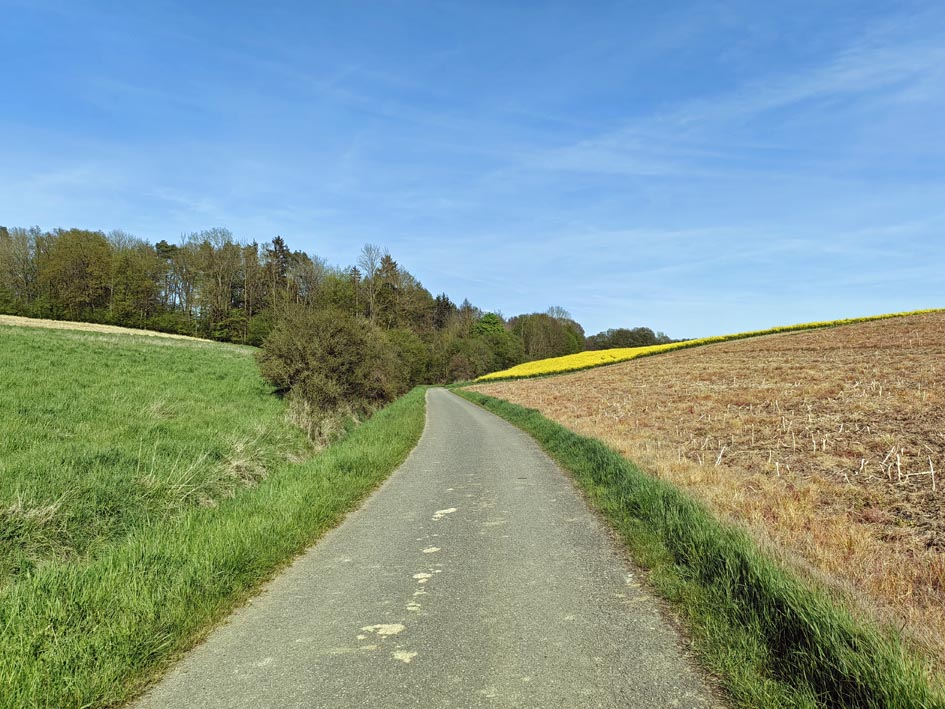
In een gracht aan het eind van dit weggetje vond in 1078 de Slag bij Mellrichstadt plaats
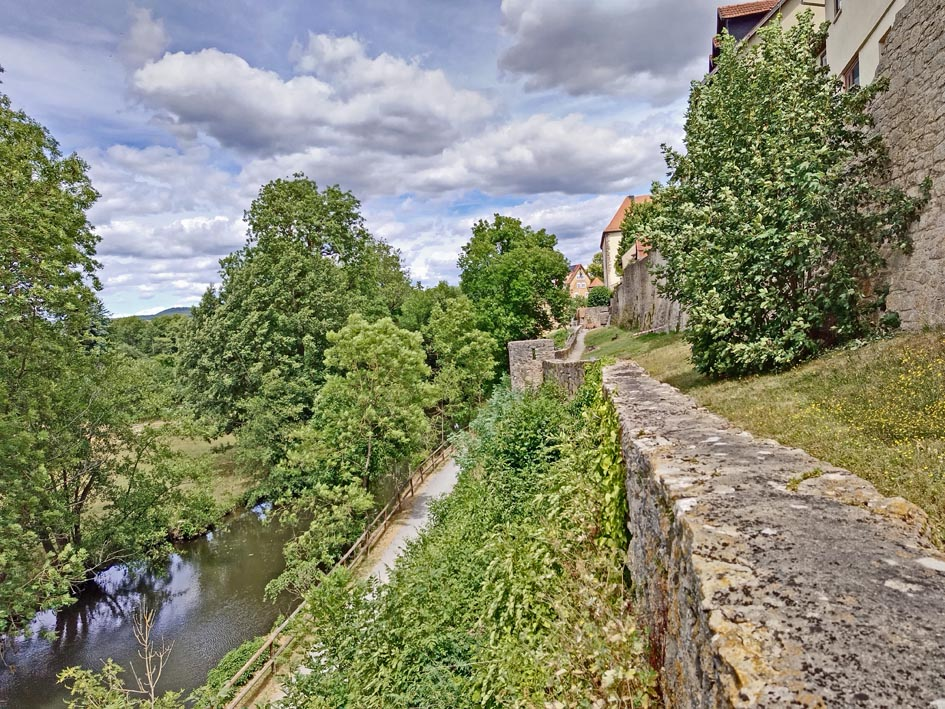
Restant van de middeleeuwse stadsommuring
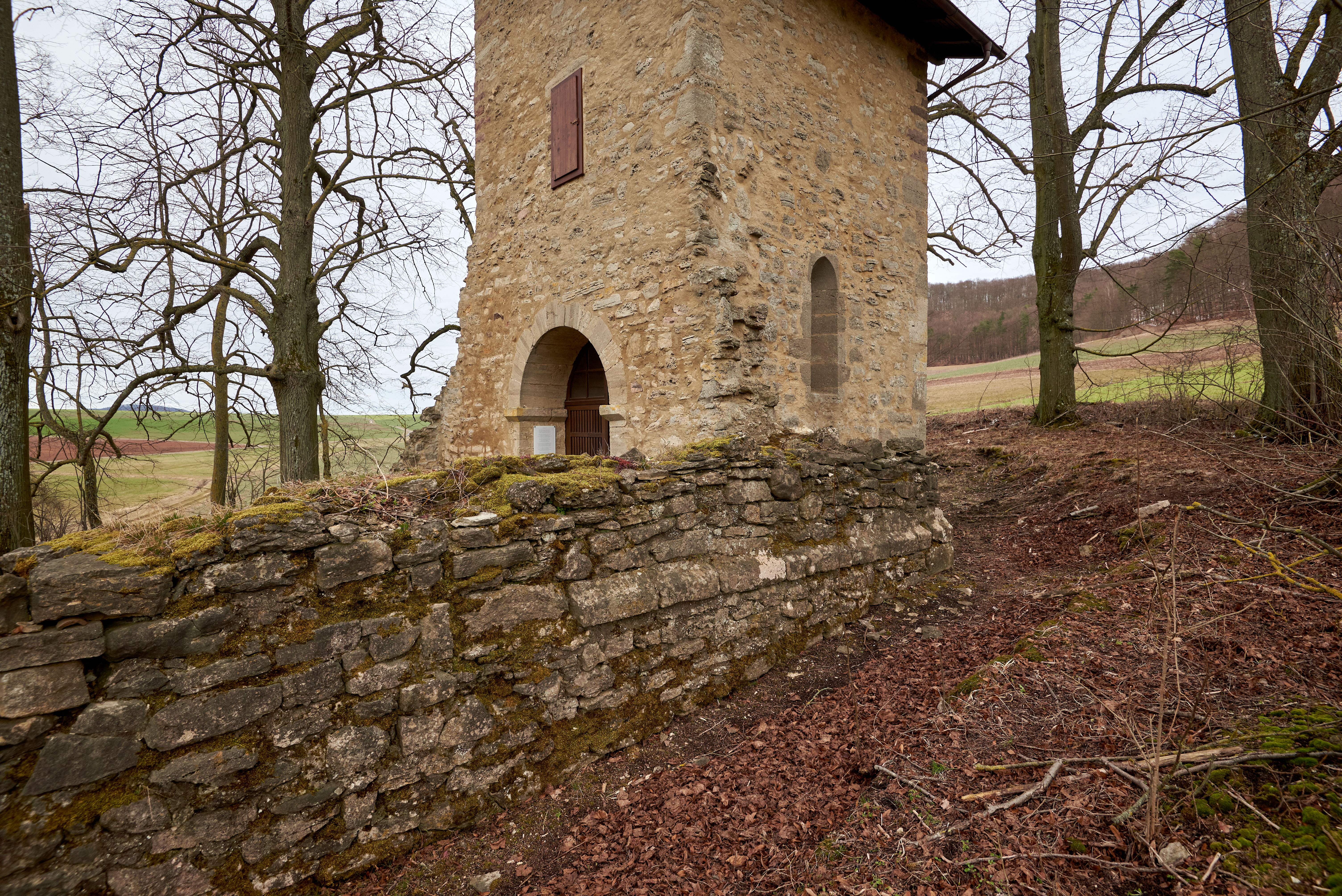
Kerkruïne (vóór 1550) Ellenbach aan de voormalige grens bij Eußenhausen
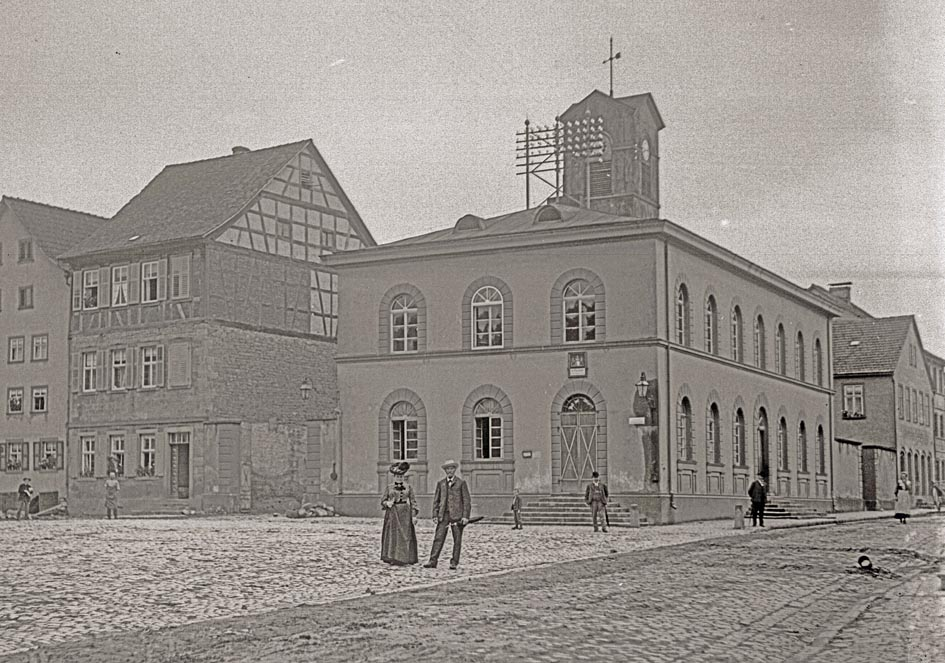
Het stadhuis, foto door Anton Tretter, circa 1900
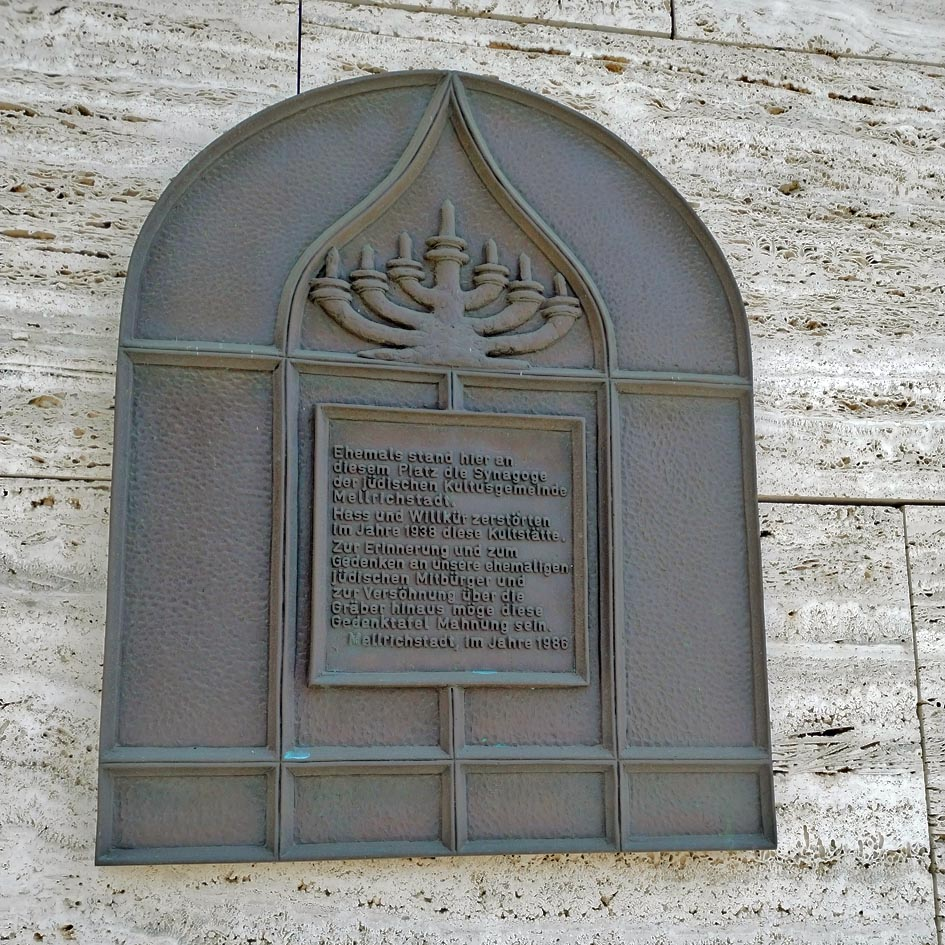
Gedenkplaquette in 1938 verwoeste synagoge
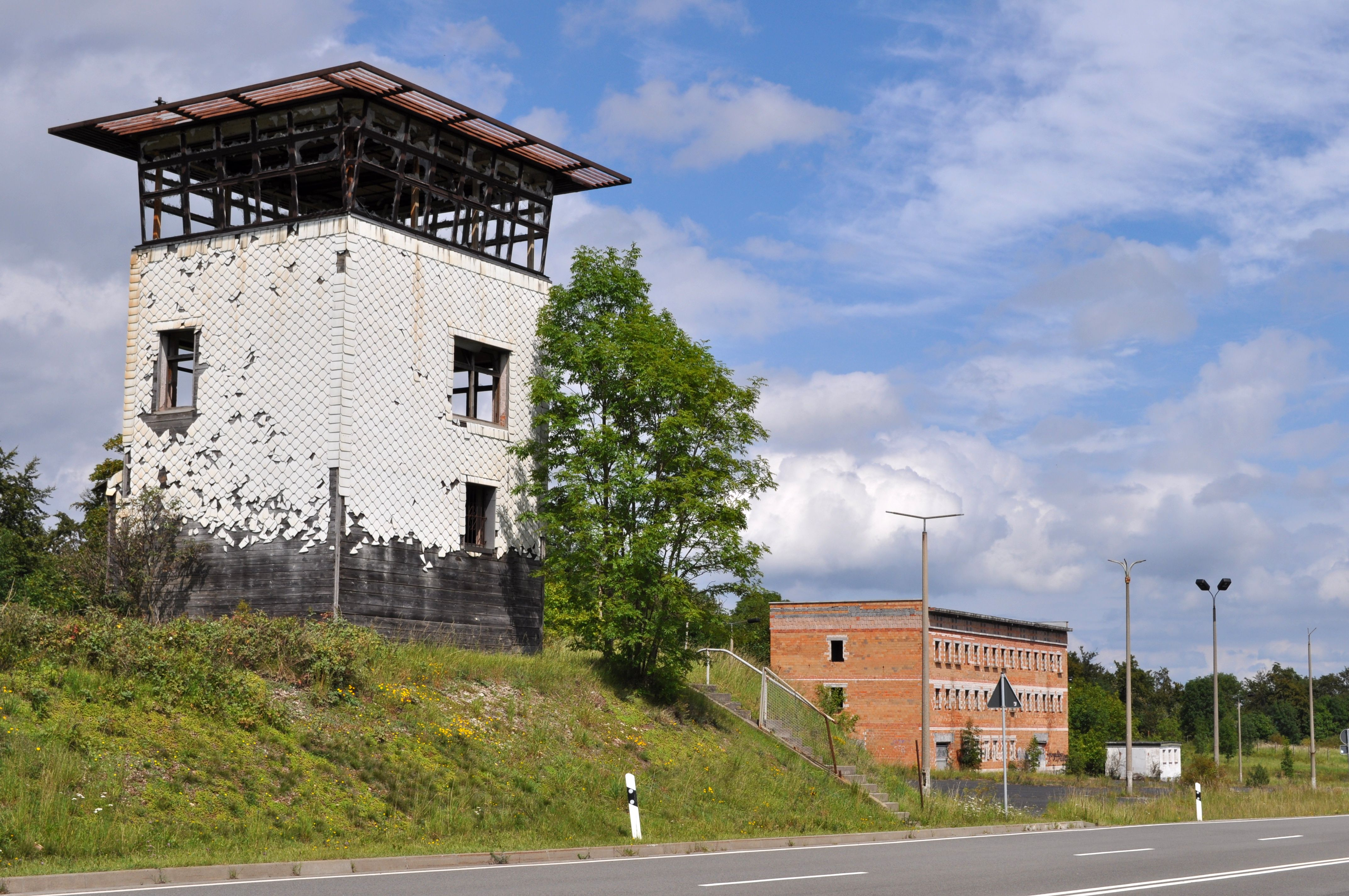
Voormalige grenspost Eußenhausen-Henneberg

In 822 komt Mellrichstadt voor het eerst als Madalrichistreuua in een document voor. Er heeft in de 9e eeuw een Karolingische koningshoeve Madalrichesstat gestaan, waarvandaan in de 10e eeuw de gouw Grabfeld werd bestuurd.
Hier vond op 7 augustus 1078 de Slag bij Mellrichstadt plaats. Dit was een fase in een burgeroorlog binnen het Heilige Roomse Rijk. Rudolf van Zwaben betwistte de macht van Keizer Hendrik IV. De keizer wist zijn positie in 1080 uiteindelijk te handhaven.
In 1232 of 1233 verleende de bisschop van Würzburg stadsrechten aan Mellrichstadt. 
Van de middeleeuwen tot aan de Napoleontische tijd lag Mellrichstadt vrijwel steeds in het Prinsbisdom Würzburg, maar wel op de grens met het, vanaf de Reformatie lutherse, Graafschap Henneberg. Het prinsbisdom ging in 1815 op in het Koninkrijk Beieren,  en het naburige Henneberg kwam in  Thüringen te liggen. Uiteindelijk gingen beide rijken in 1871 op in het Duitse Keizerrijk.
Het stadje had een gerenommeerde Latijnse school, waar in de 15e, 16e en 17e eeuw verscheidene vooraanstaande geestelijken uit de regio, onder wie ook latere professoren in de theologie, hun basiseducatie genoten.
De Reformatie in de eerste helft van de 16e eeuw had geen blijvend effect op de godsdienstige gezindte van de bevolking. De meerderheid van de christenen in dit gebied bleef de Rooms-Katholieke Kerk trouw. Alle nog bestaande kerkgebouwen in de gemeente zijn, tenzij uitdrukkelijk anders vermeld, ook rooms-katholiek. Enkele rondom Mellrichstadt  gelegen dorpen echter, waar de protestantse adellijke familie Von Wolzogen invloed kon uitoefenen, zijn zeker al sedert de 17e eeuw overwegend evangelisch-luthers. De Von Wolzogens waren om hun geloof aan het eind van de 17e eeuw uit het katholieke Oostenrijk verdreven, en een telg van dit geslacht met de naam Johan Christoffel II van Wolzogen, over wie weinig bekend is, liet in 1715 bij Mühlfeld voor zichzelf een barok woonkasteel bouwen.
De Duitse Boerenoorlog (1525) en de Dertigjarige Oorlog (1618-1648) richtten vooral in de dorpen om Mellrichstadt heen, die in betwiste grensgebieden lagen, zeer veel leed en schade aan.
Zeker al sedert 1869, toen er een Joodse begraafplaats werd ingewijd, woonden er Joden in Mellrichstadt. 
Ten tijde van Adolf Hitlers Derde Rijk vond  ook te Mellrichstadt een Jodenvervolging  plaats, die leidde tot hun uitmoording in de Holocaust. Reeds meer dan een maand vóór de Kristallnacht in november 1938 werd door een bende, overwegend uit Sudeten-Duitsers bestaande, mannen de plaatselijke synagoge verwoest. Een gedenkteken ter plaatse herinnert daar nog aan.
Van 1949 tot 1990 lag de gemeente aan de Duits-Duitse grens, nog juist in West-Duitsland; noorderbuur Henneberg lag in de DDR.  Van 1962 tot 2006 was de stad een garnizoensplaats voor pantsergrenadiers van de Bundeswehr. In hun voormalige kazerne, in het kantoor voor stafofficieren, is een bescheiden museum aan deze militairen gewijd.

## Bezienswaardigheden, evenementen
- Zowel in en om Mellrichstadt zelf als de dorpen eromheen staan verscheidene oude vakwerkhuizen en ook enkele schilderachtige, oude watermolens.
- Van de middeleeuwse stadsommuring zijn nog verscheidene stukken bewaard gebleven. Aan de noordoostkant van het centrum staat de 14e-eeuwse stadstoren Bürgerturm, die tot en met de 17e eeuw als gevangenis voor daders van lichte vergrijpen werd gebruikt.
- Het Salzhaus, een voormalige vroonhoeve (Fronhof), in Mellrichstadt herbergt een streekmuseum (woensdag- en zondagmiddag geopend, vrije gift)
- In een voormalig ziekenhuis in Mellrichstadt is een museum voor met name schilderkunst uit de 17e t/m 20e eeuw door regionale kunstenaars gevestigd, de Kreisgalerie im alten Spital.  Omdat er brand geweest is, was het museum tot en met 31 mei 2025 gesloten, de dag daarna is het heropend.
- Kasteel Wolzogen (oorspronkelijk 15e-eeuws; in 1715 grotendeels in barokstijl herbouwd) bij Mühlfeld kan op 2 zondagmiddagen per maand en op afspraak bezichtigd worden, want het is als museum in gebruik. Er is ook een kleine concertzaal en een trouwzaaltje aanwezig. Het museum toont o.a. een verzameling porselein, van door de stadsfotograaf Anton Tretter in de periode van rond 1900 tot 1939 gemaakte foto's en van schilderijen van de lokale kunstenaar Peter Klier[7].
- Het fraai gerestaureerde, omgrachte kasteel bij Roßrieth is daarentegen privé bewoond en kan niet bezichtigd worden, dat geldt ook voor de tuinen eromheen.
- Het schilderachtige dorp Eußenhausen ligt 3 km ten noorden van Mellrichstadt aan de voormalige Duits-Duitse grens. Op 2½ km ten noorden van dit dorp bevindt zich, aan de weg naar het Thüringse Henneberg, op een voormalige grensovergang, een grensmuseum en een beeldenpark met de naam Skulpturenpark Deutsche Einheit, dat anno 2024 nog in ontwikkeling is; de getoonde sculpturen refereren aan traumatische episodes uit de Duitse geschiedenis, ook de Holocaust.
- Het 20 m diepe meertje Frickenhausener See, een op een geologische breuk gelegen doline, ligt 1 km ten zuiden van het dorp Frickenhausen. Het fraai gelegen meertje is voorzien van een wandelpad eromheen met een kleine horecagelegenheid. Hier vindt jaarlijks in juli het Seefest plaats, een groot dorpsfeest van Frickenhausen.
- Mellrichstadt ligt aan de pelgrimswandelroute Fränkischer Marienweg, die Maria-bedevaartoorden met elkaar verbindt.
- Gettingtough- Beat the Summer is de naam van een jaarlijks in de zomer nabij Mellrichstadt gehouden obstakelloop.

## Afbeeldingen

Gezicht op Mellrichstadt vanaf de heuvel Scheinberg
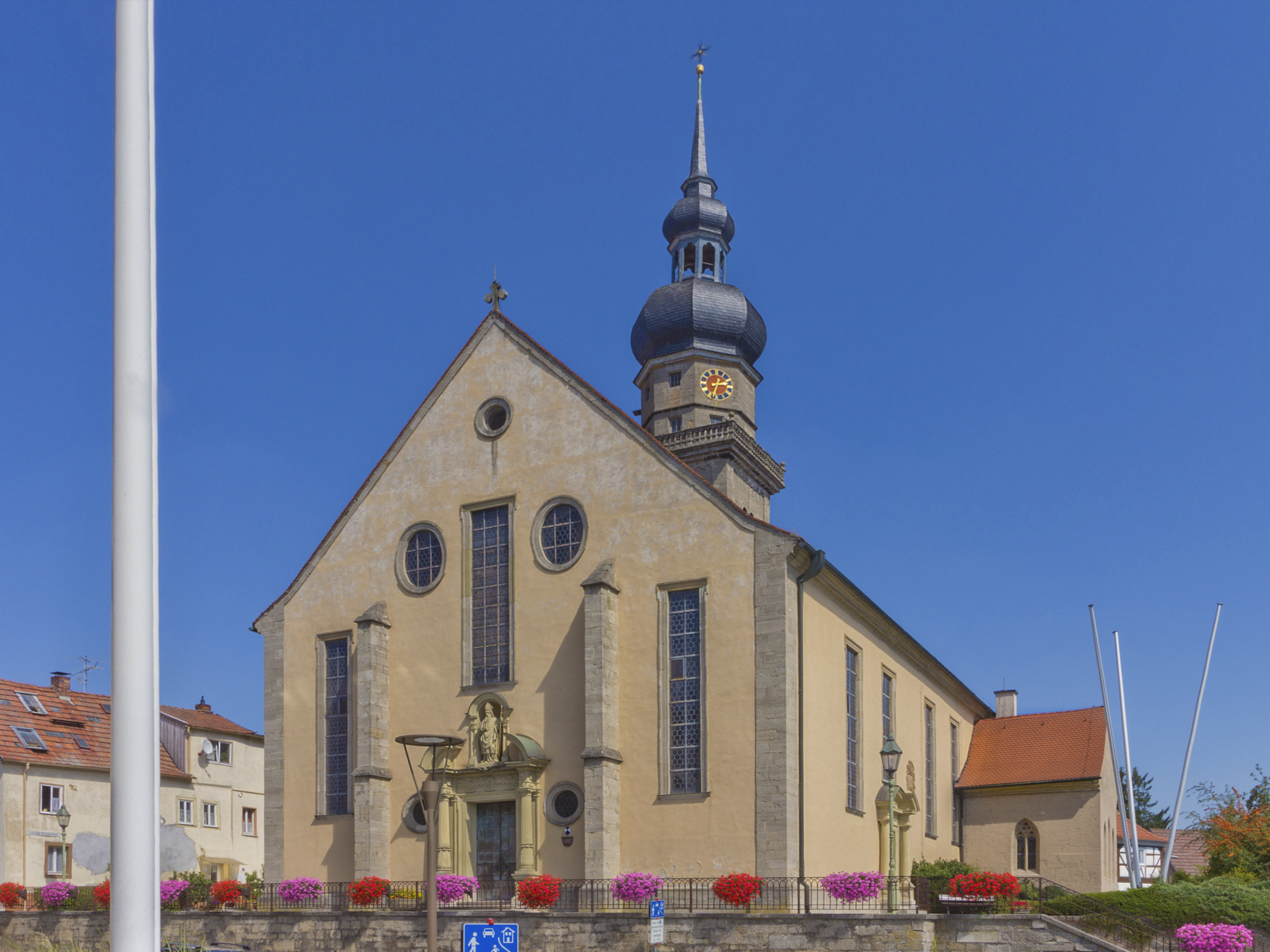
De St. Kiliaanskerk te Mellrichstadt
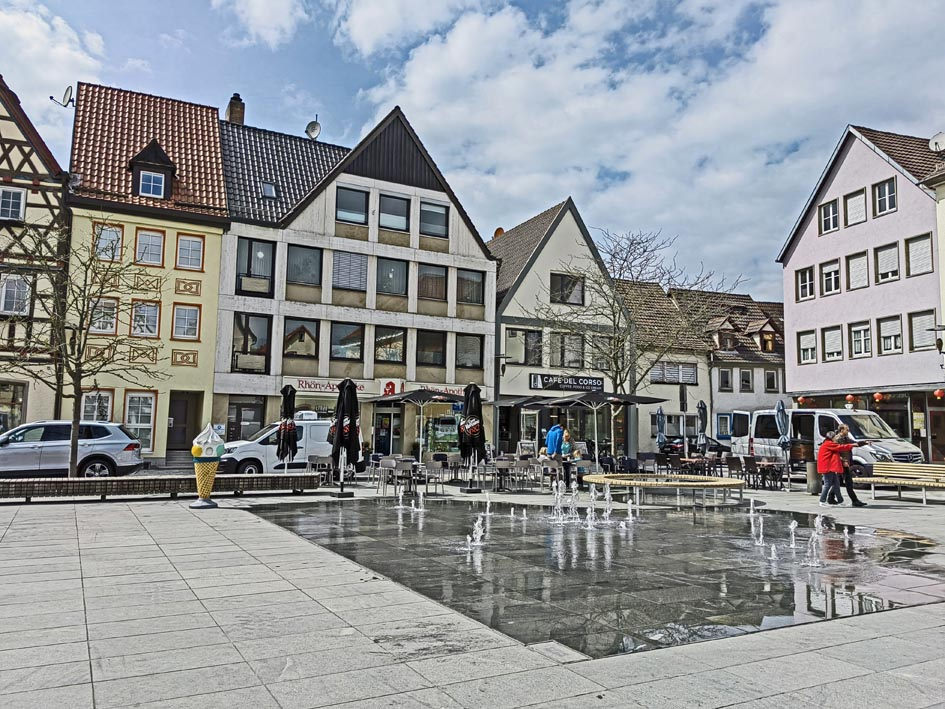
Het marktplein van Mellrichstadt
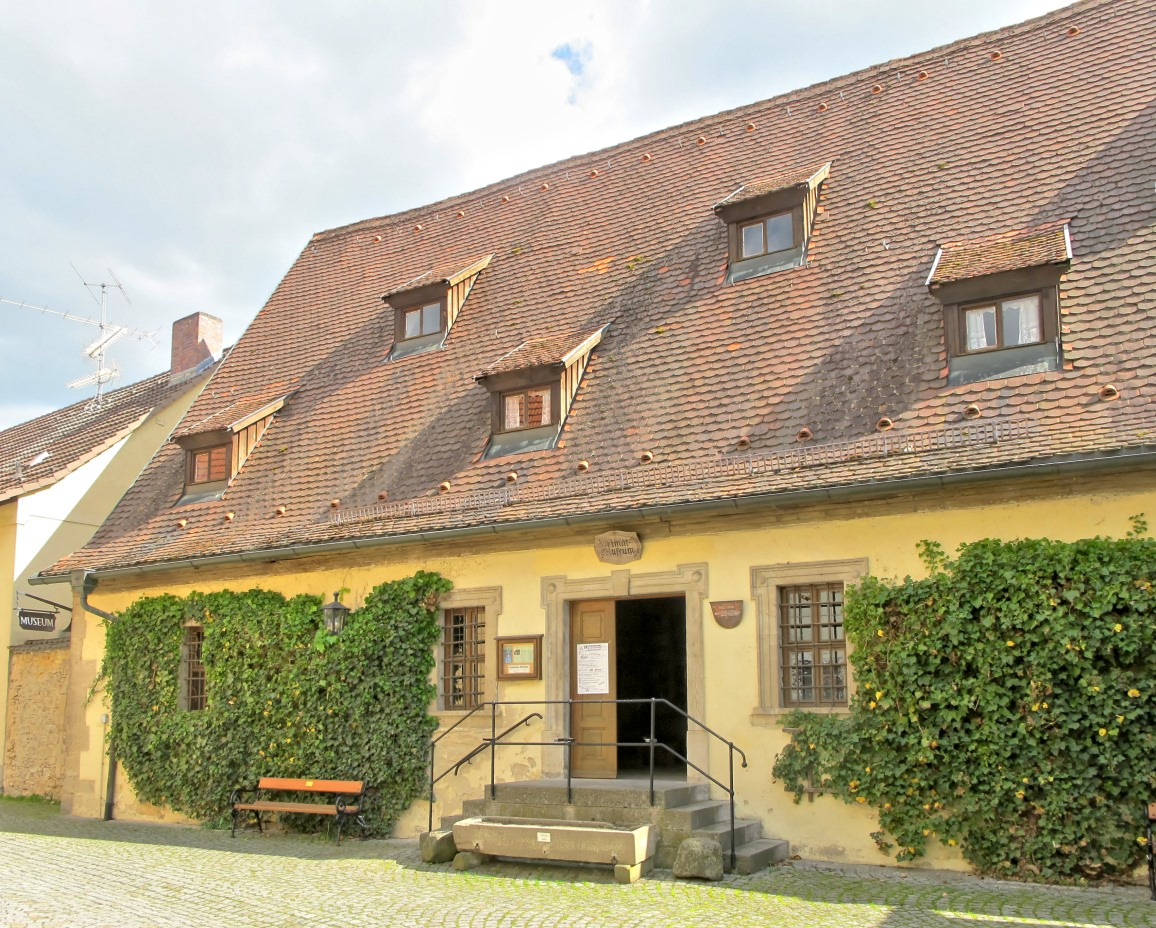
Salzhaus (museum), Mellrichstadt
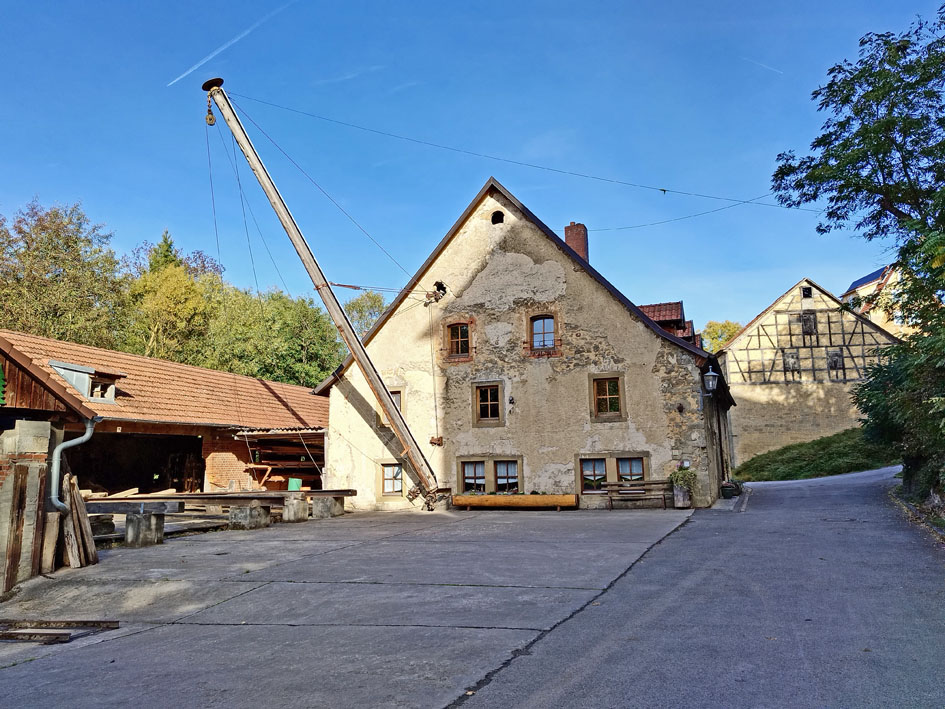
Watermolen Burgsmühle (1780) aan de Streu te Mellrichstadt, nog in bedrijf als houtzagerij
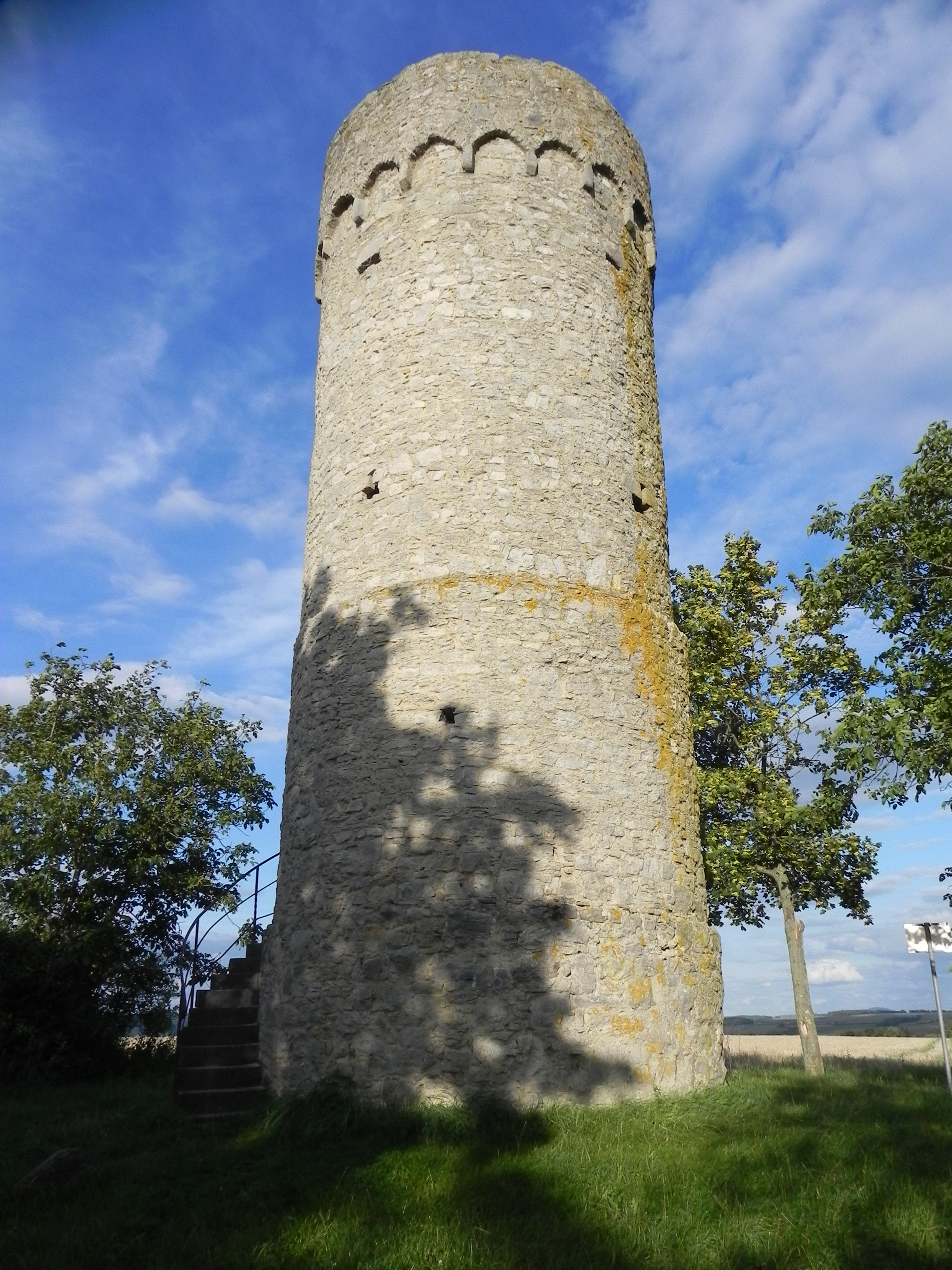
De uitzichttoren Suhlesturm
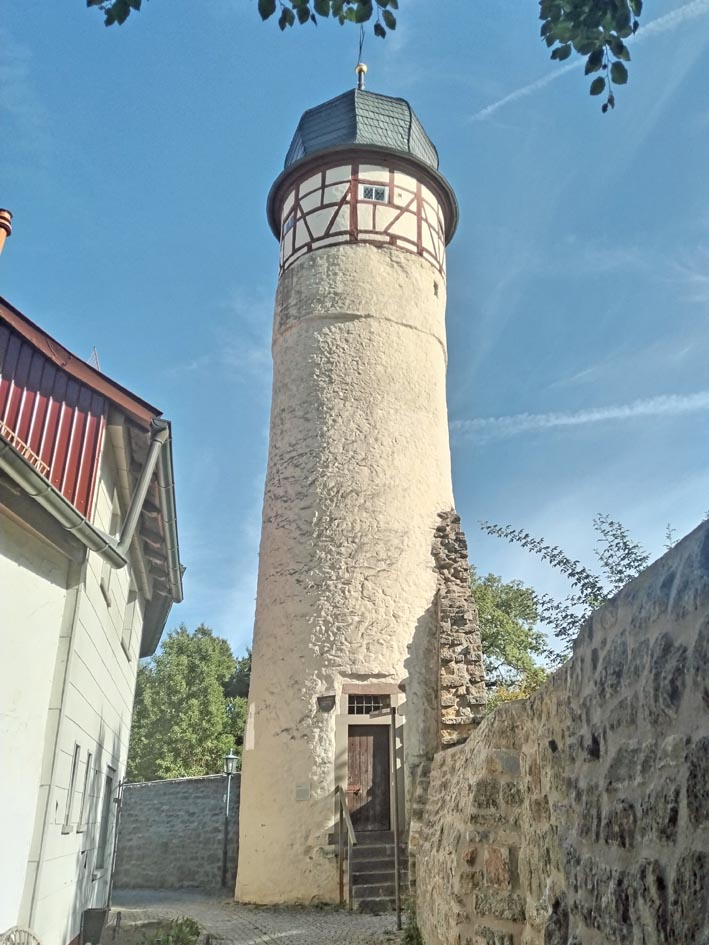
De Bürgerturm te Mellrichstadt
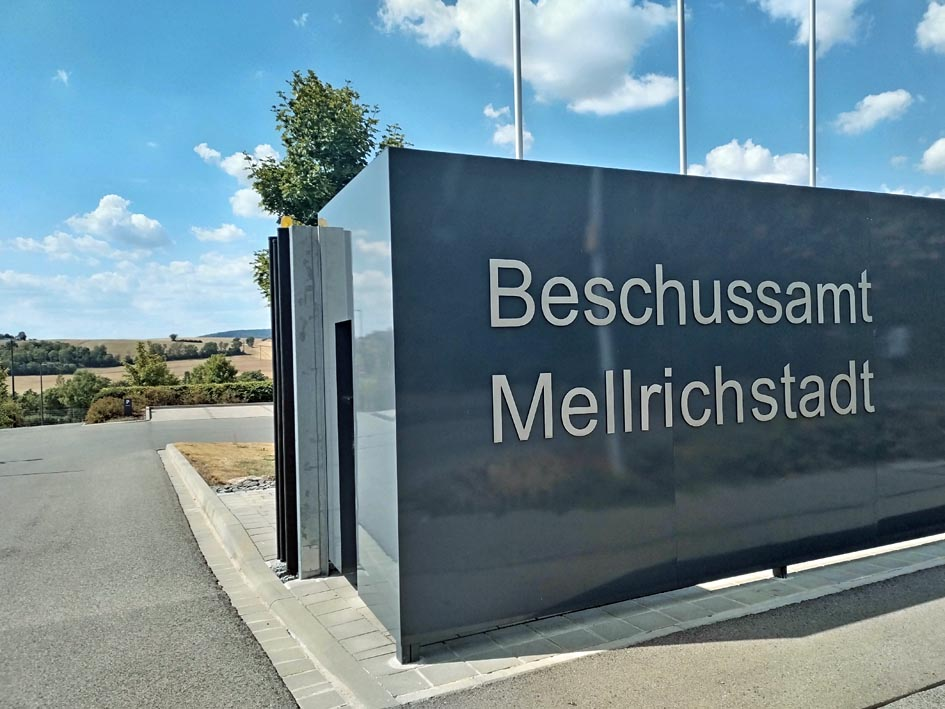
Ingang van het Beschussamt
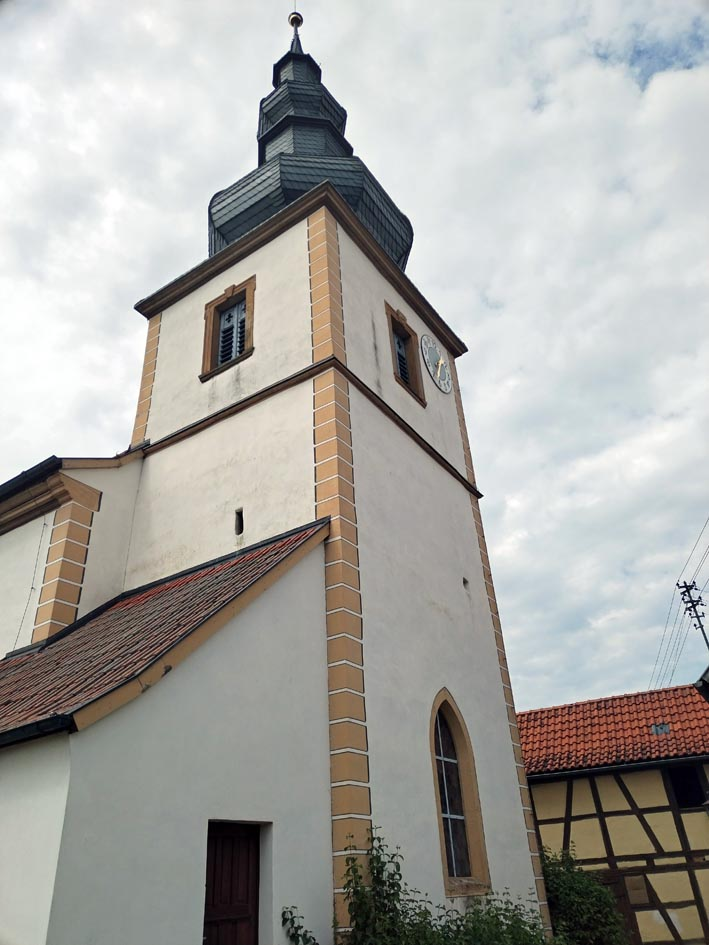
Evang.-luthers kerkje (14e eeuw) te Bahra
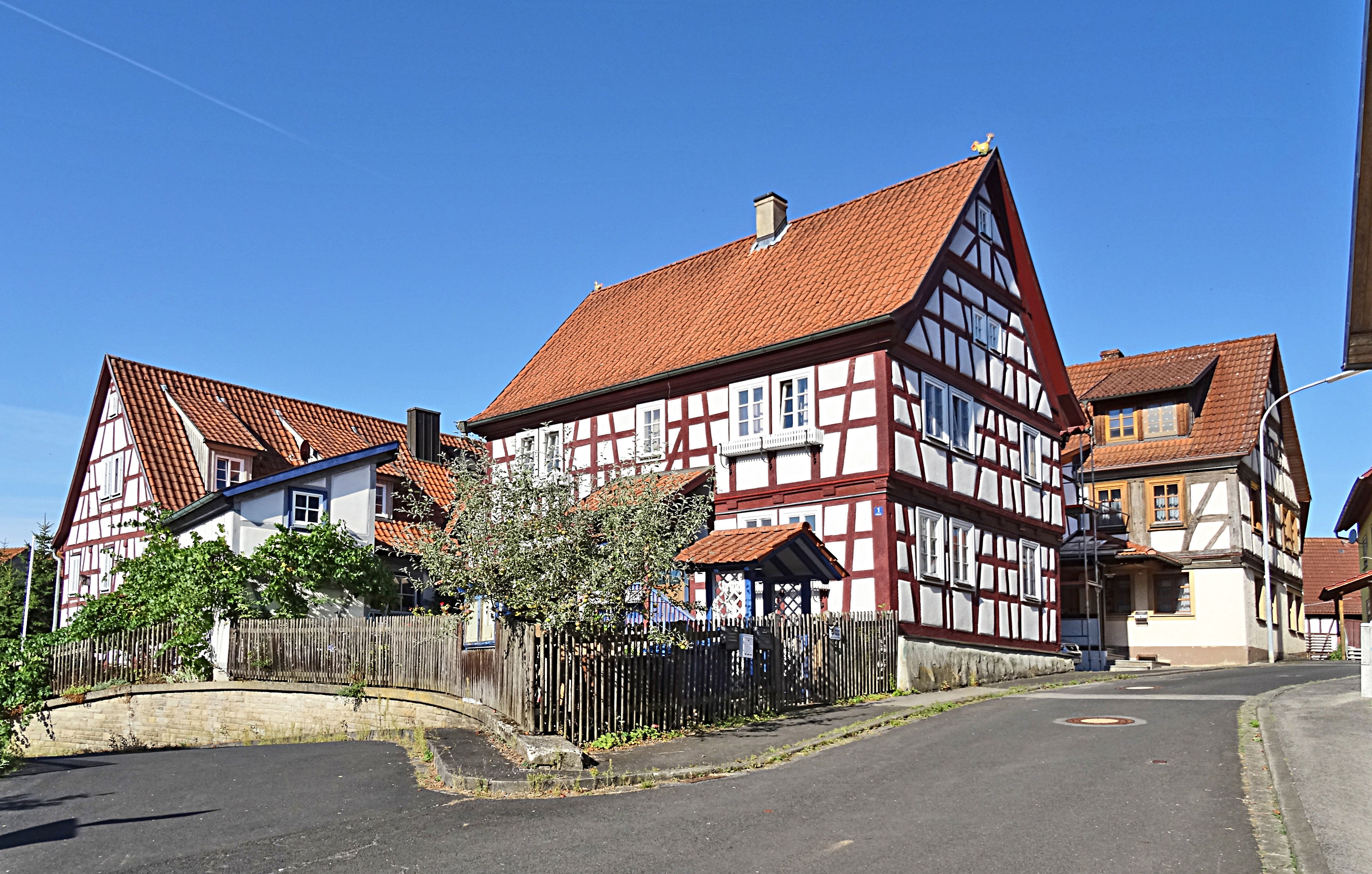
Het schilderachtige dorp Eußenhausen
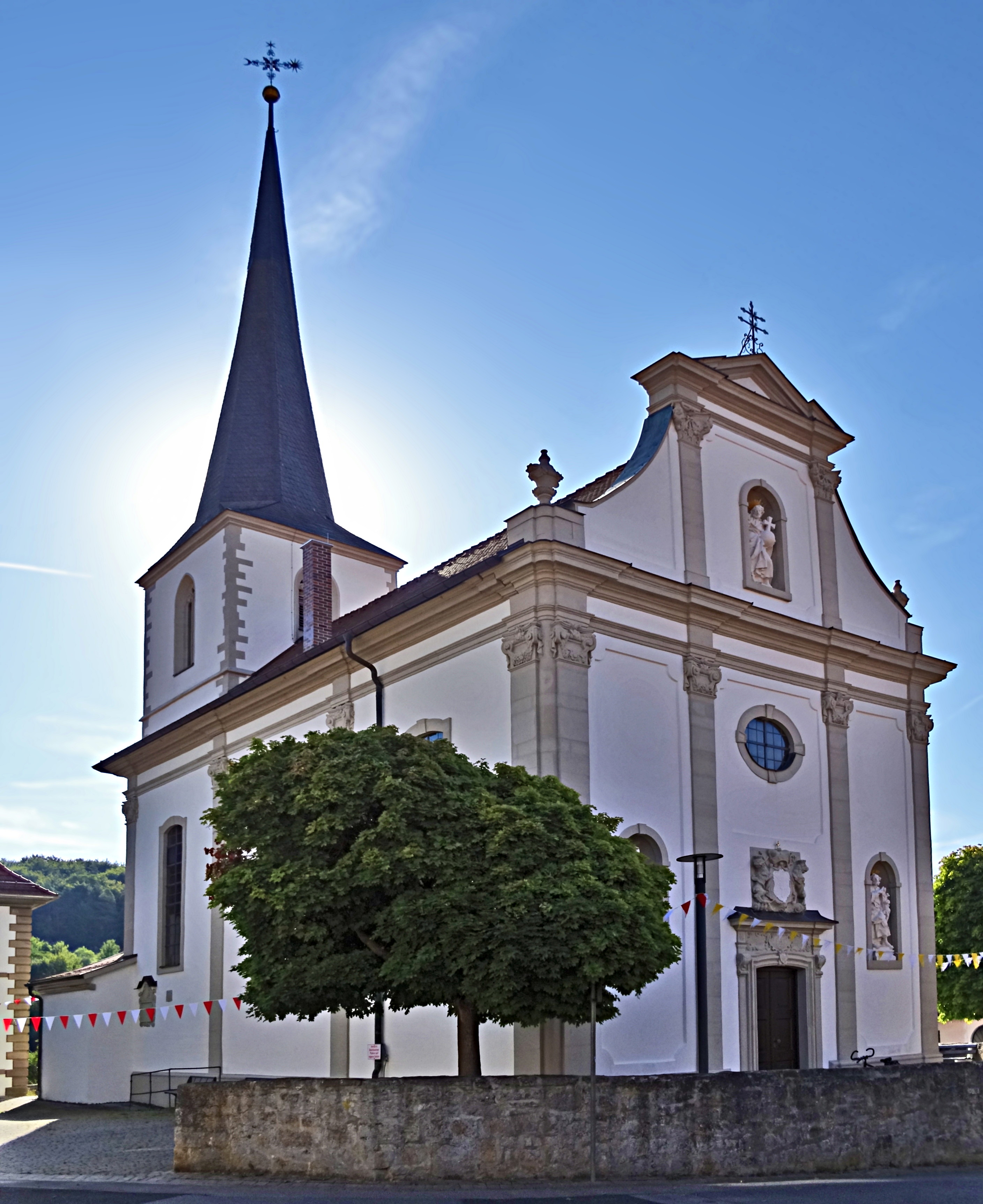
De 18e-eeuwse Sint-Bartholomeüskerk in dit dorp
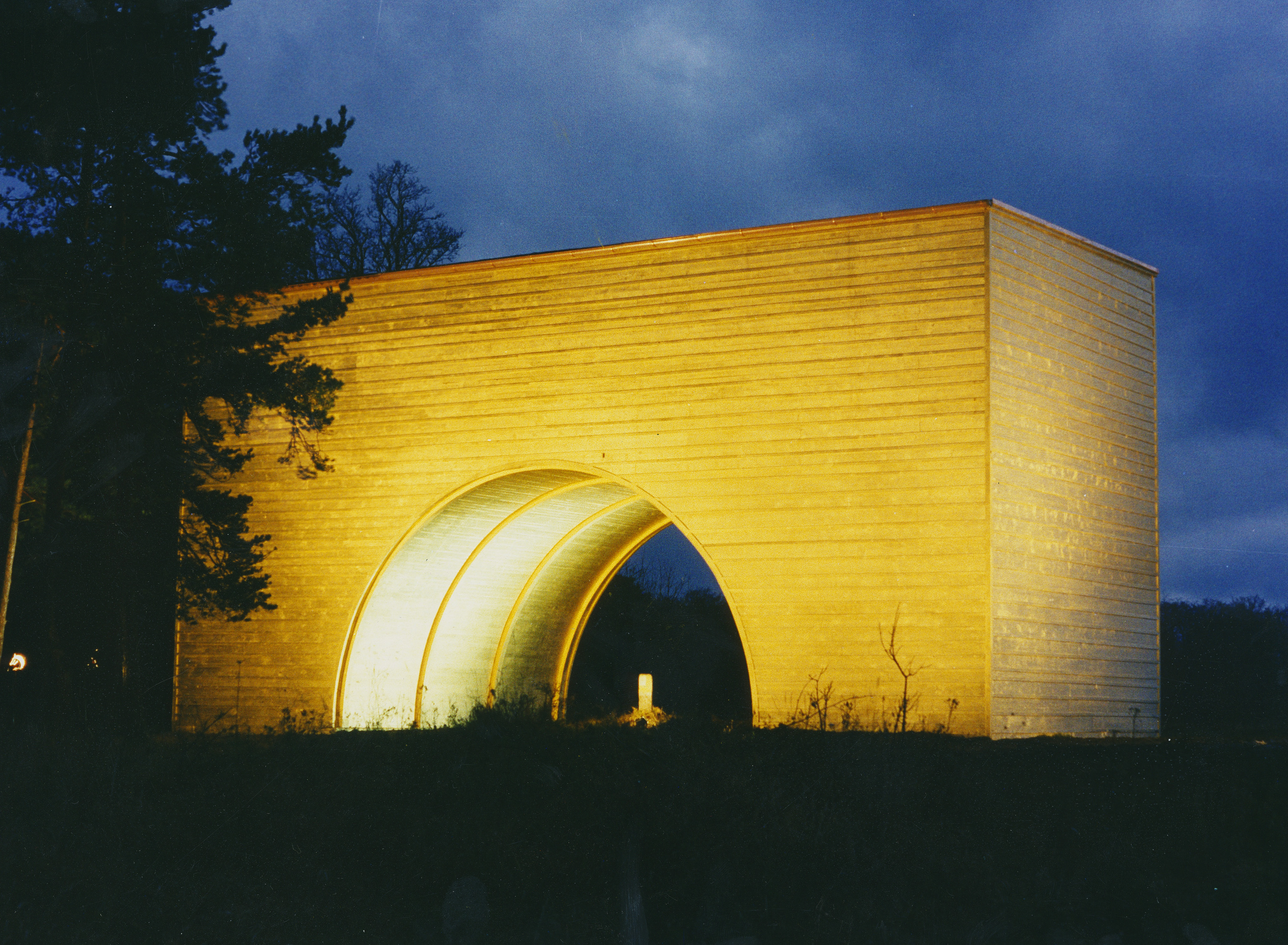
Gouden Brug door Jimmy Fell, Skulpturenpark Deutsche Einheit bij de v.m. Duits-Duitse grens
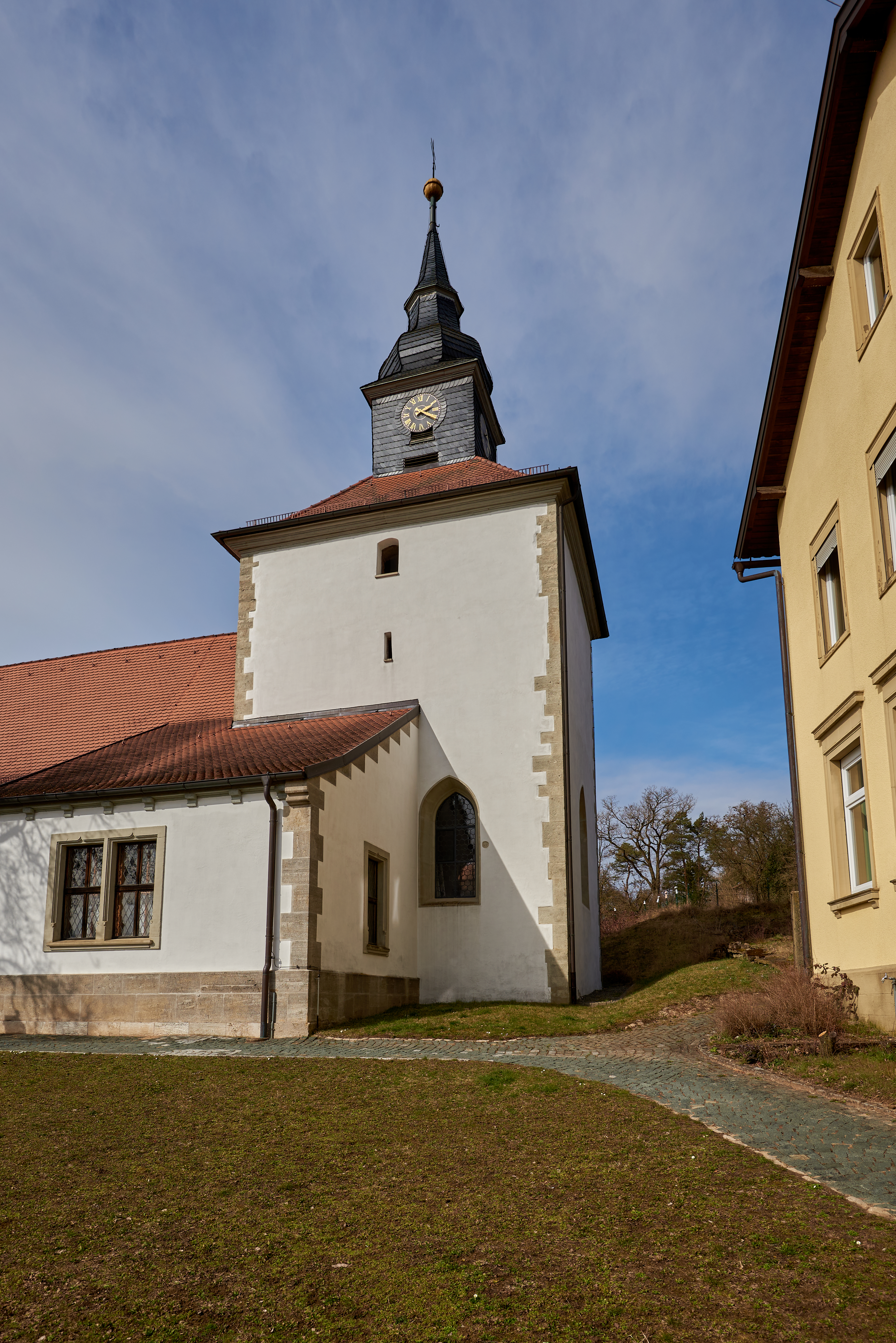
Sint-Joriskerk, Frickenhausen
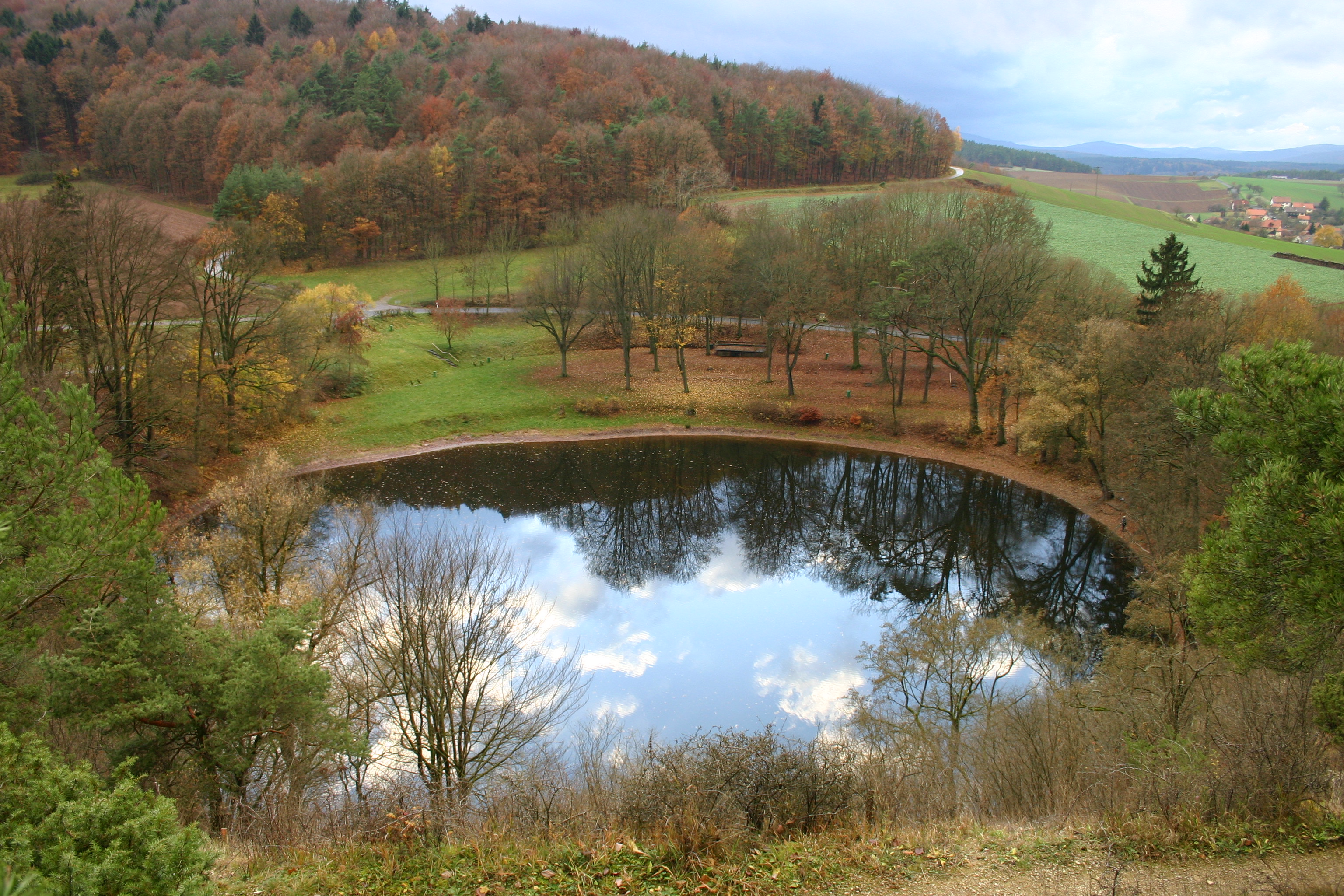
Het meertje Frickenhäuser See
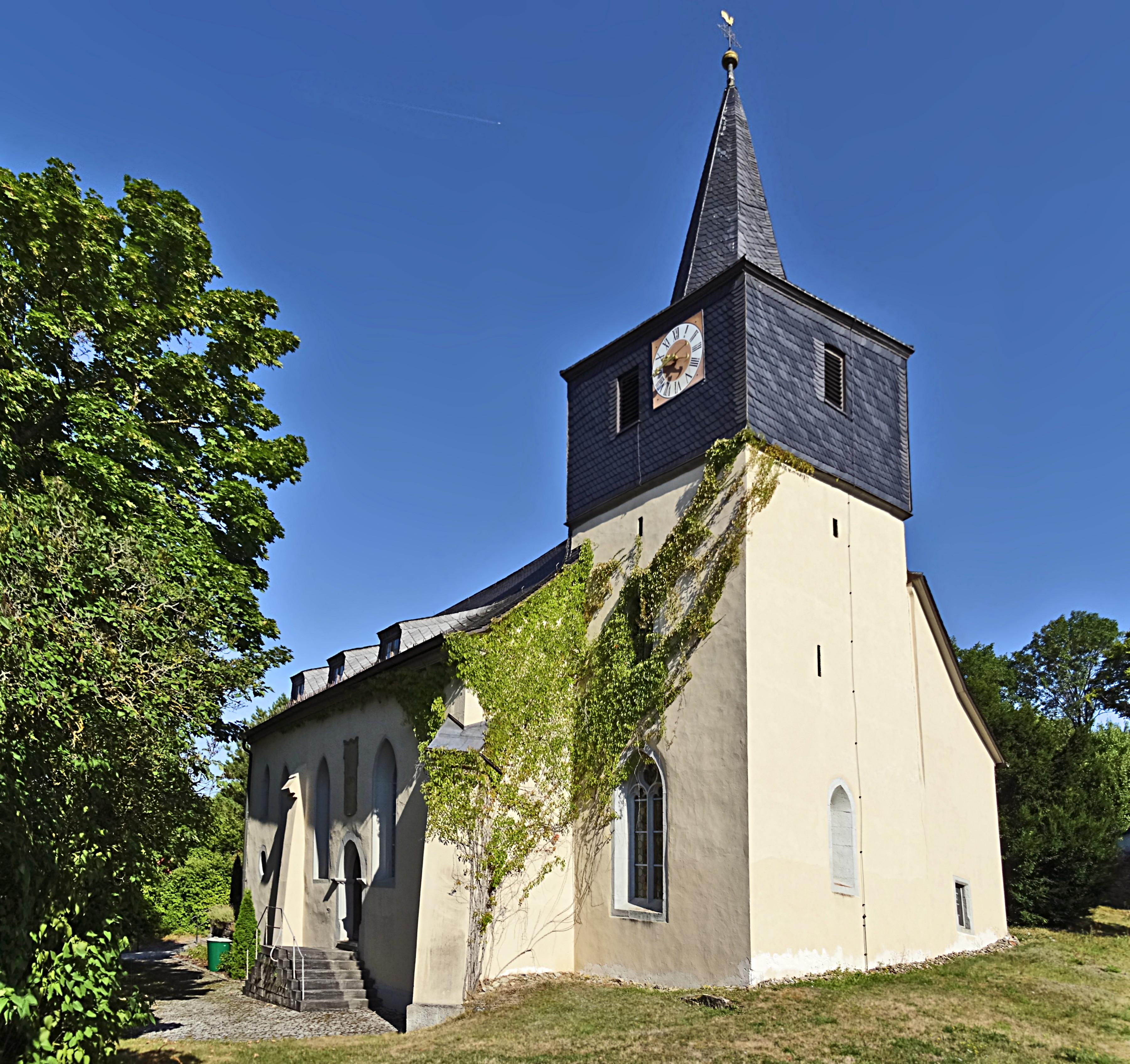
Evang.-lutherse Sint-Christoffelkerk, Mühlfeld (1593; renovatie in 1723)
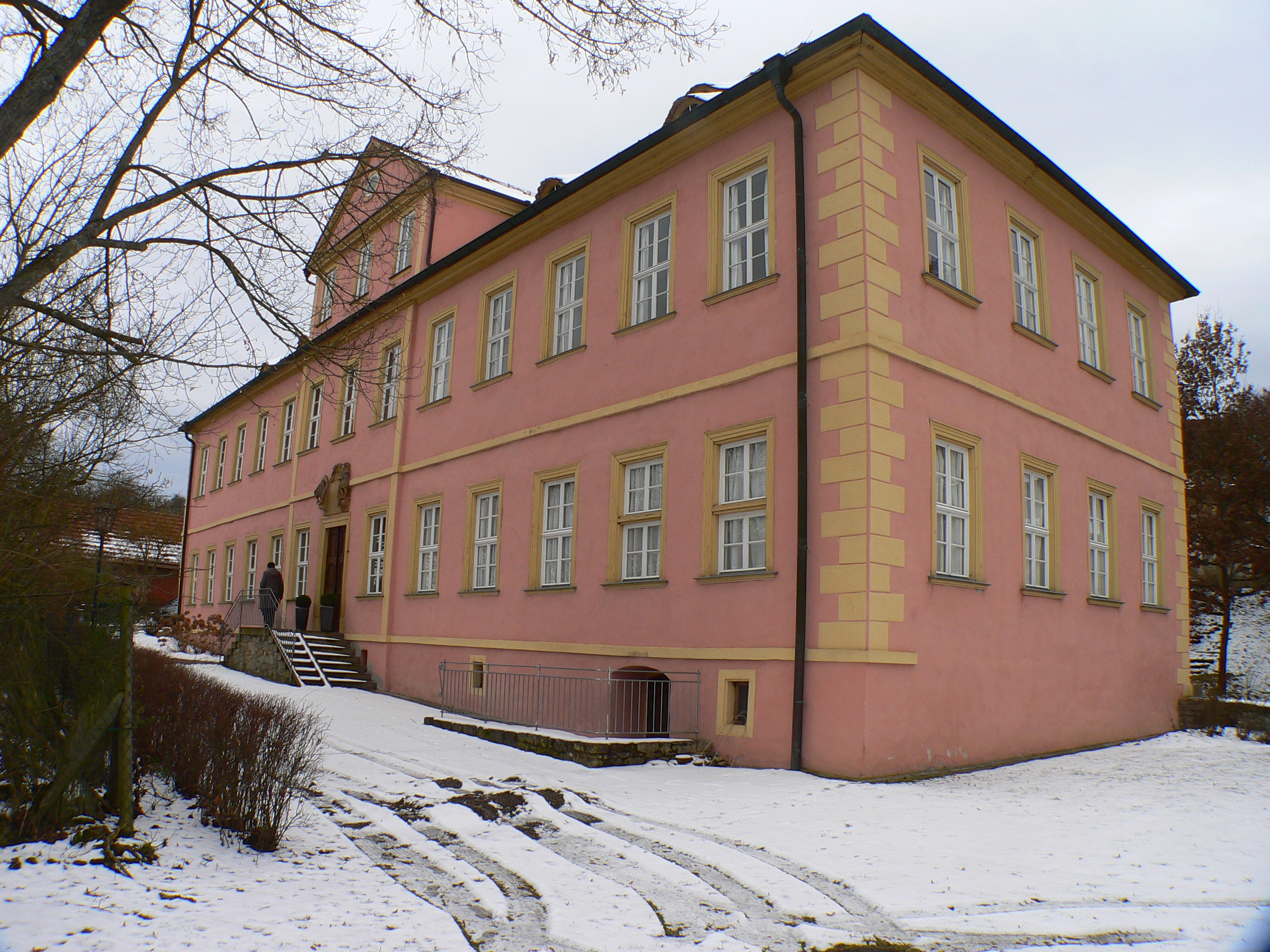
Kasteel Wolzogen bij Mühlfeld, achterkant
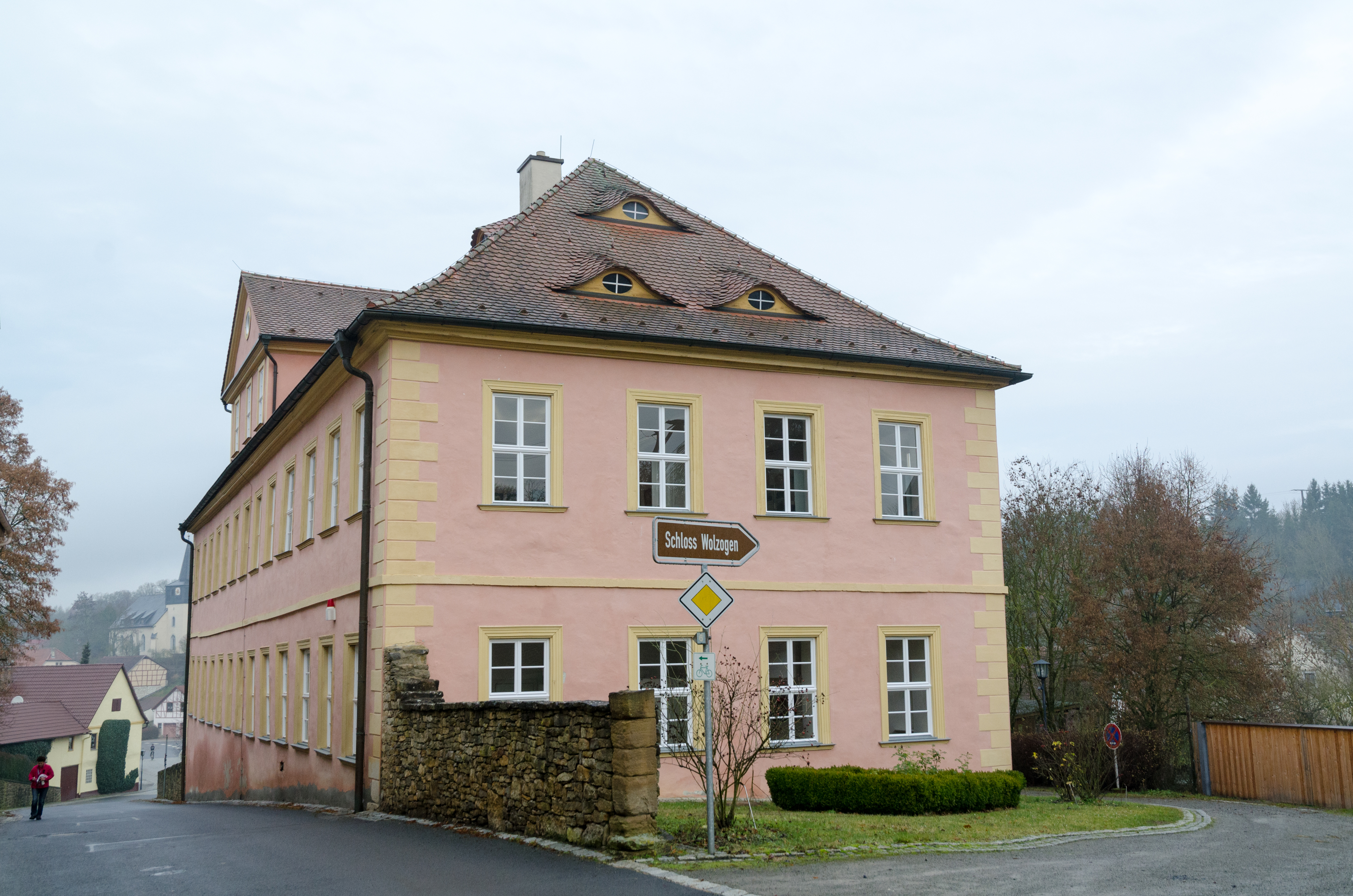
Idem, voorkant
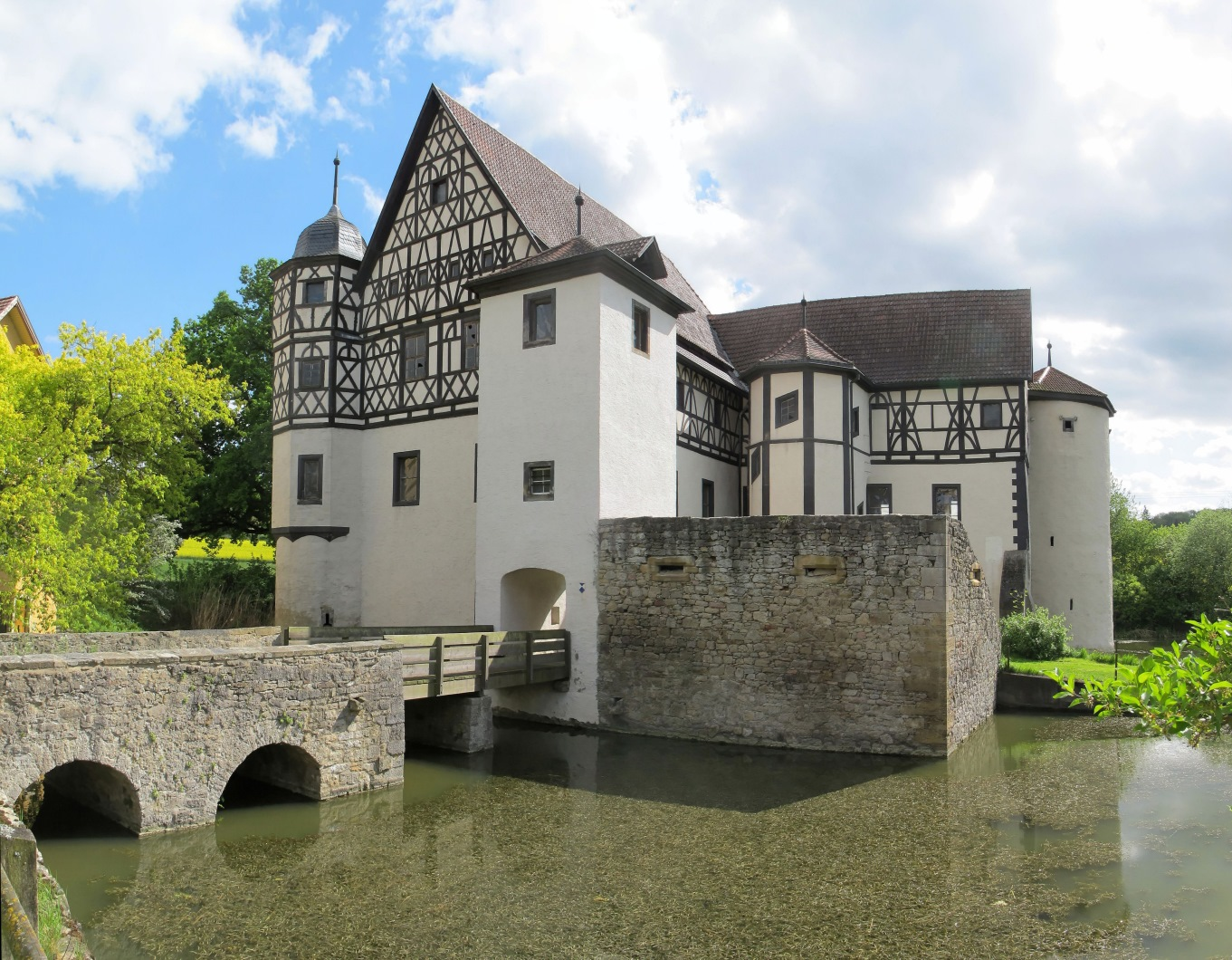
Kasteel Wasserschloss Roßrieth
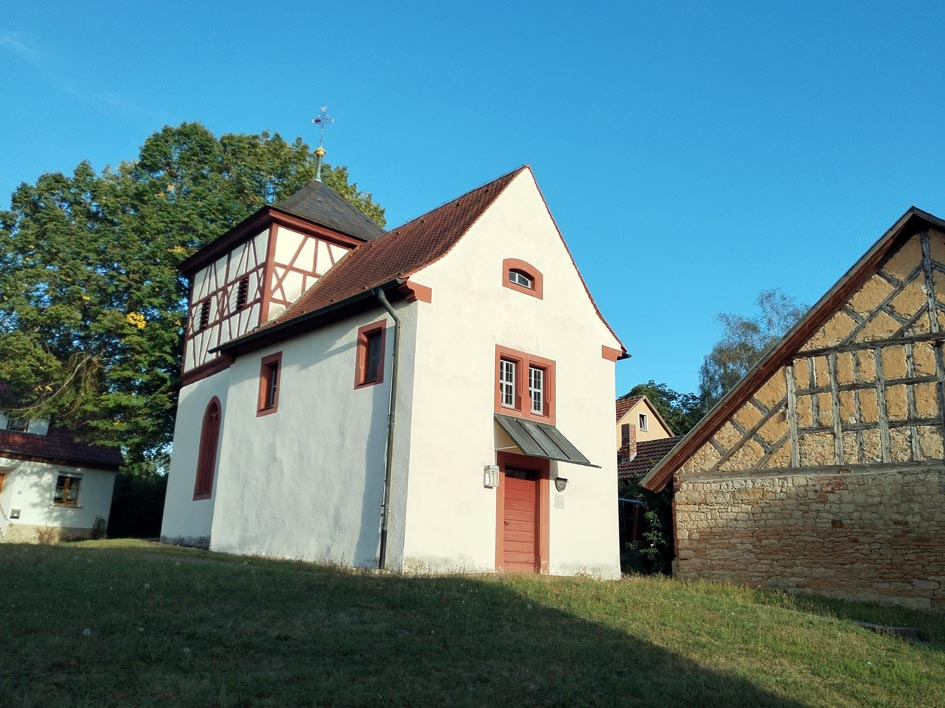
Evang.-lutherse Sint-Joriskapel, Roßrieth
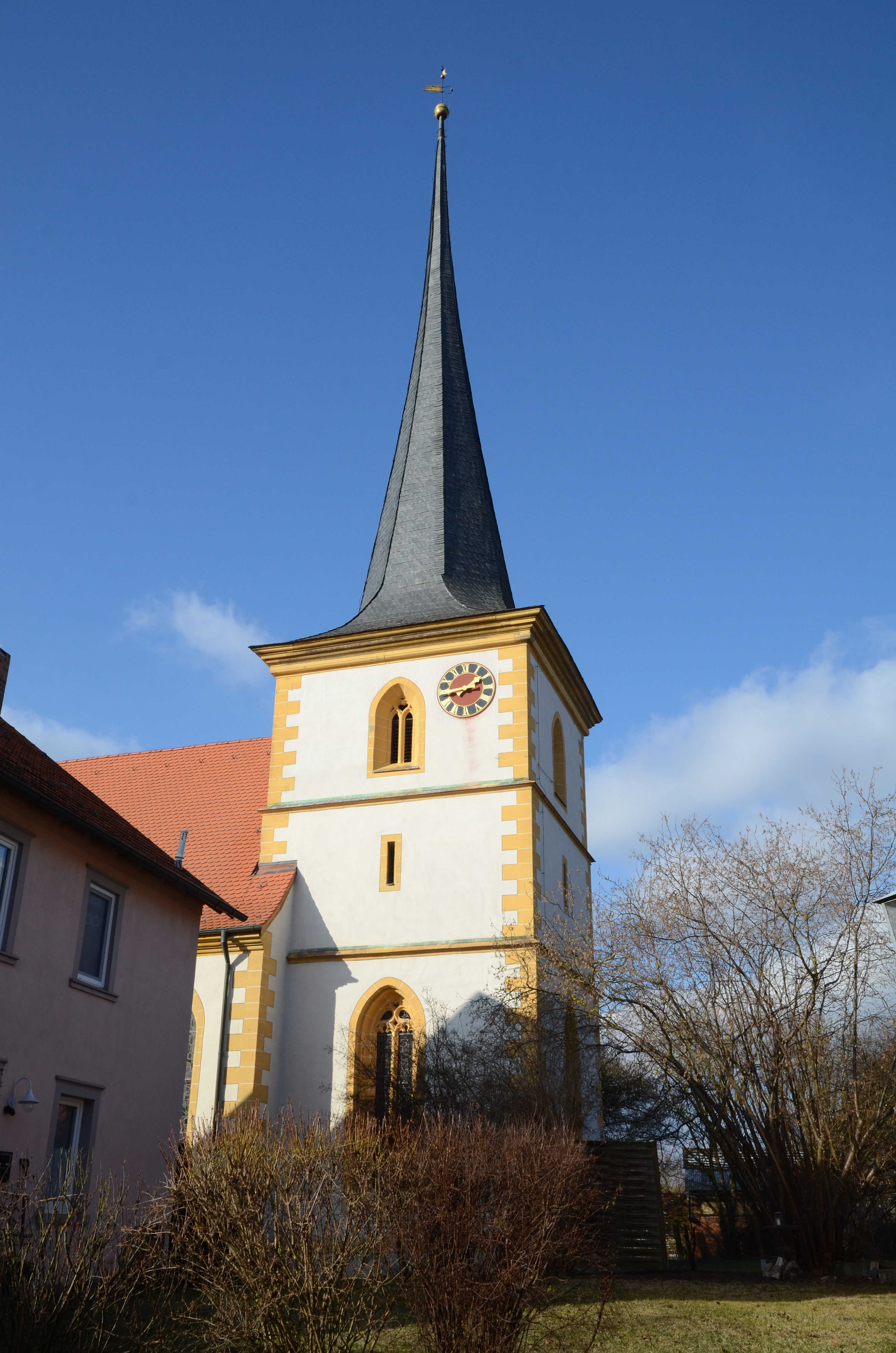
Evang.-lutherse dorpskerk te Sondheim, gebouwd 1608, daarna diverse malen verbouwd
Kaart pelgrimswandelroute Fränkischer Marienweg, met Mellrichstadt bovenaan in het midden
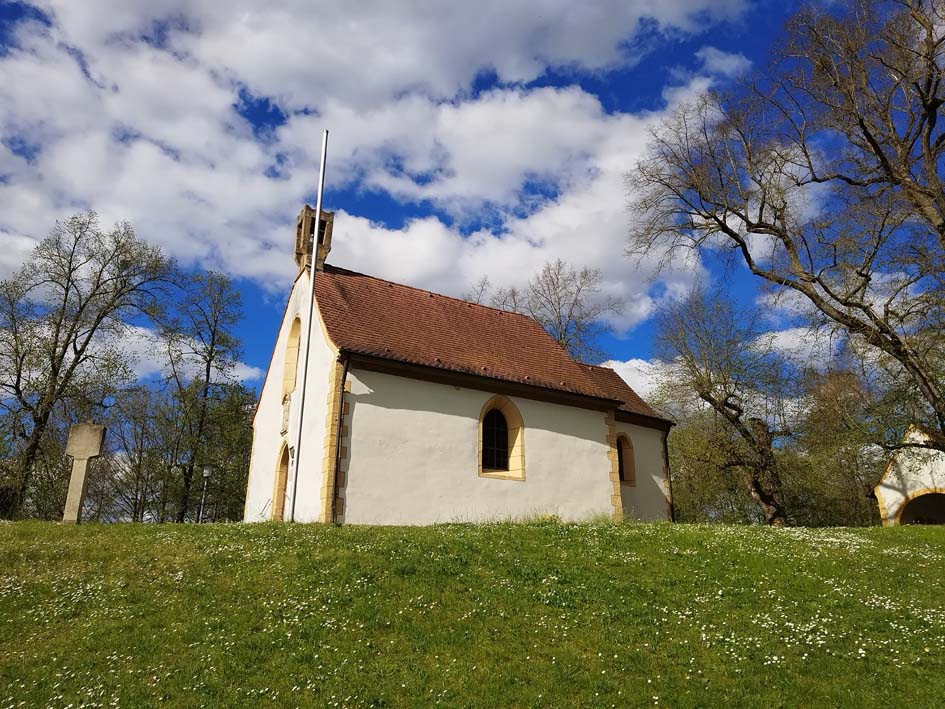
Bedevaartkapel te Mellrichstadt O.L.Vrouwe van Großenberg (13e eeuw; renovatie in 1980), gelegen aan deze pelgrimsroute

## Bekende personen in relatie tot de gemeente
- Laurens van Bibra (geb. in 1459 in Mellrichstadt; overl. 6 februari 1519 in Würzburg), hertog in Franken, van 1495-1519 prinsbisschop van Würzburg

## Trivia
In de 15e eeuw werd de uitkijktoren Suhlesturm gebouwd, die 2 km ten westen van het stadje Mellrichstadt staat. De toren is 12 meter hoog en kan via een ladder binnenin worden beklommen. Vanuit de woonwijken aan de westkant van Mellrichstadt leidt er een weggetje direct naar toe. De toren is bij omwonenden min of meer berucht geworden, doordat jongeren uit het stadje er samenkomen voor, vaak luidruchtige en rijkelijk met bier overgoten, nachtelijke feesten. Zo is het gebruikelijk, dat middelbare scholieren 's zomers op deze locatie vieren, dat ze naar de volgende klas zijn overgegaan en dat de zomervakantie begint.